# Morgan Spurlock

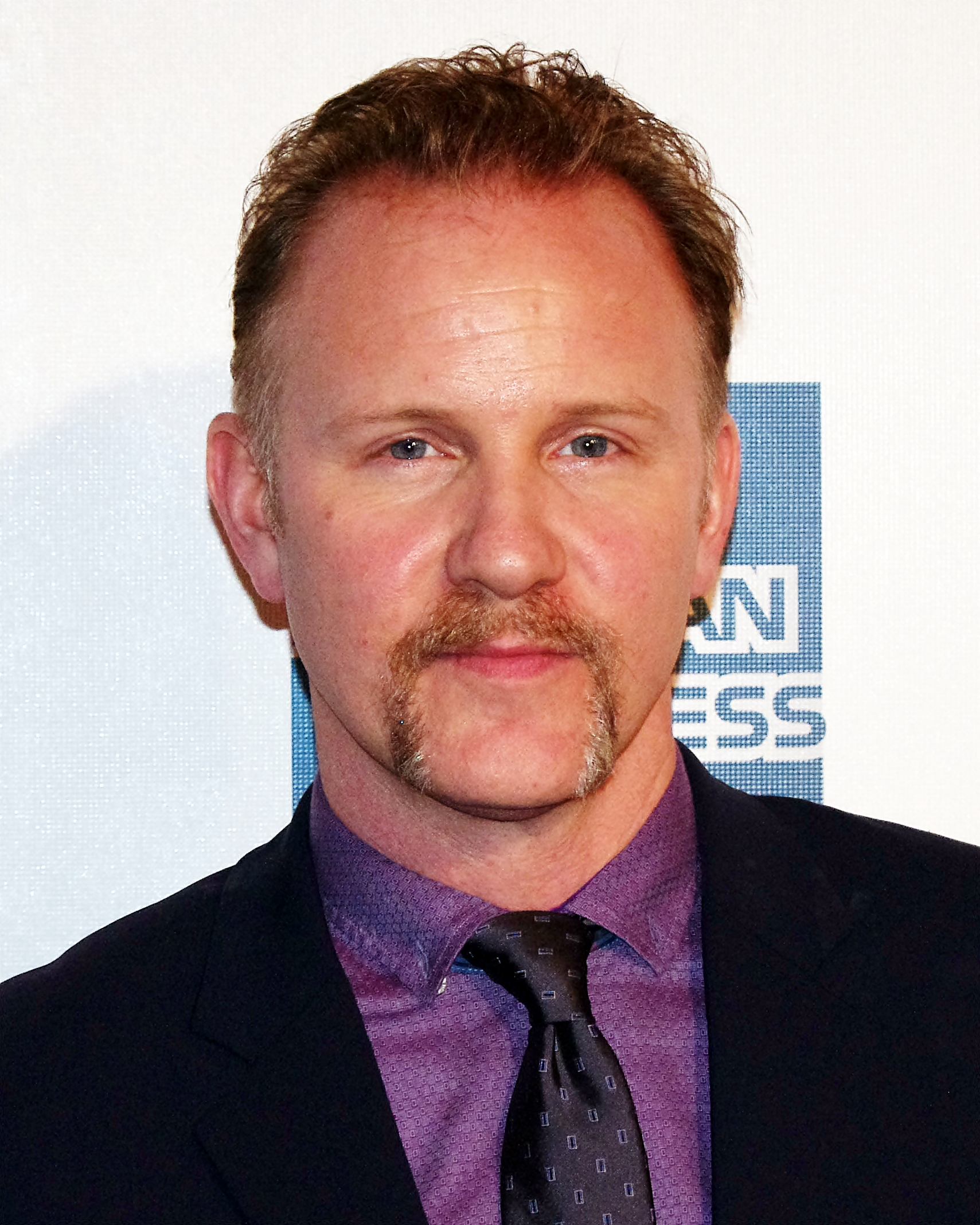
Morgan Spurlock

Morgan Valentine Spurlock (7 de novembro de 1970 - 23 de maio de 2024) foi um documentarista, dramaturgo, roteirista e produtor de televisão americano. Dirigiu 23 filmes e foi produtor de quase 70 filmes ao longo de sua carreira. Ele foi aclamado pela direção do documentário Super Size Me (2004), que foi indicado ao Oscar de Melhor Longa-Metragem Documentário. Ele produziu What Would Jesus Buy? (2007) e dirigiu Where in the World Is Osama bin Laden? (2008), POM Wonderful Presents: The Greatest Movie Ever Sold (2011), Comic-Con Episode IV: A Fan's Hope (2011) e One Direction: This Is Us (2013).
Em 24 de maio de 2024, ele morreu aos 53 anos devido a complicações relacionadas ao câncer.

## Filmografia

### Filmes
| Ano  | Filmes                                                  |
| ---- | ------------------------------------------------------- |
| 1994 | Léon: The Professional                                  |
| 1995 | Kiss of Death                                           |
| 2004 | Super Size Me                                           |
| 2004 | The Future of Food                                      |
| 2004 | Czech Dream                                             |
| 2006 | Chalk                                                   |
| 2006 | Class Act                                               |
| 2007 | Drive Thru                                              |
| 2007 | The Third Wave                                          |
| 2007 | What Would Jesus Buy?                                   |
| 2008 | Where in the World Is Osama Bin Laden?                  |
| 2008 | Last Cup: Road to the World Series of Beer Pong         |
| 2009 | The Entrepreneur                                        |
| 2009 | Simply Raw: Reversing Diabetes in 30 Days               |
| 2009 | New Brow: Contemporary Underground Art                  |
| 2009 | Abraham Obama                                           |
| 2010 | Freakonomics                                            |
| 2010 | Pool Party                                              |
| 2011 | POM Wonderful Presents: The Greatest Movie Ever Sold    |
| 2011 | Comic-Con Episode IV: A Fan's Hope                      |
| 2011 | The Other F Word                                        |
| 2011 | How We Covered It                                       |
| 2011 | The Unauthorized Documentary, The Hangover Part II      |
| 2012 | Mansome                                                 |
| 2012 | Knuckleball!                                            |
| 2012 | Glue Man                                                |
| 2013 | One Direction: This Is Us                               |
| 2013 | Web Junkie                                              |
| 2013 | Dancing in Jaffa                                        |
| 2013 | Waiting for Mamu                                        |
| 2013 | Chronic-Con, Episode 420: A New Dope                    |
| 2013 | You Don't Know Jack                                     |
| 2013 | Misfire: The Rise and Fall of the Shooting Gallery      |
| 2014 | A Brony Tale                                            |
| 2014 | I Am Santa Claus                                        |
| 2014 | We the Economy: 20 Short Films You Can't Afford to Miss |
| 2014 | That Film About Money                                   |
| 2015 | Man Under                                               |
| 2015 | Censored Voices                                         |
| 2015 | Made in Japan                                           |
| 2015 | I Am Dale Earnhardt                                     |
| 2015 | Crafted                                                 |
| 2015 | The Princess of North Sudan                             |
| 2016 | Rats                                                    |
| 2016 | The Eagle Huntress                                      |
| 2017 | Tough Guys                                              |
| 2017 | No Man's Land                                           |
| 2017 | Good After Bad                                          |
| 2017 | Super Size Me 2: Holy Chicken!                          |

### Televisão
| Ano  | Show                                                    |
| ---- | ------------------------------------------------------- |
| 2002 | I Bet You Will                                          |
| 2004 | Last Laugh '04                                          |
| 2004 | Know Your Enemy: Al Qaeda's Third Wave                  |
| 2005 | The 50 Greatest Documentaries                           |
| 2005 | Merry F %$in' Christmas                                 |
| 2005 | 30 Days                                                 |
| 2010 | The Simpsons 20th Anniversary Special – In 3-D! On Ice! |
| 2011 | A Day in the Life                                       |
| 2012 | Morgan Spurlock's New Britannia                         |
| 2013 | Morgan Spurlock Inside Man                              |
| 2013 | Losing It with John Stamos                              |
| 2014 | 7 Deadly Sins                                           |